# Fafin
Fafin (tiếng Ả Rập: فافين) là một ngôi làng ở phía bắc tỉnh Aleppo, tây bắc Syria. Nằm chỉ 15 km (9,3 mi) phía bắc thành phố Aleppo và một số 9 km (5,6 mi) về phía nam của Mare, nó là một phần hành chính của Nahiya Mare ' ở quận A'zaz. Ngôi làng có dân số 3.183 theo điều tra dân số năm 2004.